# Leptotrichia trevisanii
Leptotrichia trevisanii es una especie de bacteria aerotolerante, filamentosa e inmóvil del género Leptotrichia, el cual es aislado en la sangre humana. Es una bacteria gramnegativa, residente de la microbiota oral, gastrointestinal y genitourinaria de los seres humanos.